# Sobreacumulació
La sobreacumulació o superacumulació és un concepte de l'economia marxista que defineix la situació a través de la qual els inversors, en no tenir l'expectativa d'obtenir una taxa de guany que consideren suficient, opten per deixar de reinvertir el seu capital i plusvàlua, acumulant-los sense finalitats productives. Quan la sobreacumulació es converteix en la tònica general del mercat, pot produir crisi o accentuar les ja existents, constituint una de les causes de les crisis cícliques del capitalisme.